# Olivier Ducastel
Olivier Ducastel (Lyon, 23 februari 1962) is een Frans filmregisseur, scenarioschrijver en filmmonteur.

## Biografie
Olivier Ducastel werd in 1962 geboren in Lyon en bracht zijn jeugd door in Rouen. Hij studeerde aan het Institut des hautes études cinématographiques (IDHEC) in Parijs en volgde theaterstudies aan de Université Sorbonne Nouvelle - Paris 3. Als afstudeerproject aan de IDHEC realiseerde hij in 1988 de komische muzikale kortfilm Le Goût de plaire.
Ducastel werkte daarna als assistent-editor samen met Jacques Demy, als geluidsmonteur met Brigitte Roüan, Youssef Chahine, René Allio, Edwin Baily, Christine Pascale, Tonie Marshall en Patrick Grandperret en daarna als chef-monteur met Vitaly Kanevski. In 1995 ontmoette hij Jacques Martineau die het scenario geschreven had voor Jeanne et le Garçon formidable. Ze werden zowel zakelijke als persoonlijke partners en besloten samen hun eerste langspeelfim te maken. Hun film Jeanne et le Garçon formidable werd in 1999 genomineerd voor de César voor beste debuutfilm. Hun tweede film Drôle de Félix, over een homoseksuele seropositieve jongen, ging in 2000 in première op het internationaal filmfestival van Berlijn en werd bekroond met de Teddy Award.

## Filmografie

### Regie en scenario (samen met Jacques Martineau)
- 2016: Théo et Hugo dans le même bateau
- 2010: L'Arbre et la Forêt
- 2008: Nés en 68
- 2005: Crustacés et Coquillages
- 2002: Ma vraie vie à Rouen
- 2000: Drôle de Félix
- 1998: Jeanne et le Garçon formidable

### Kortfilms
- 1989: Le Goût de plaire

### Montage
- 1994: Nous, les enfants du XXème siècle
- 1991: Comédie d'un soir

## Prijzen en nominaties
De belangrijkste:
| Jaar | Prijs                                   | Categorie            | Film                             | Uitslag     |
| ---- | --------------------------------------- | -------------------- | -------------------------------- | ----------- |
| 2016 | Teddy Award                             | Publieksprijs        | Théo et Hugo dans le même bateau | Gewonnen    |
| 2005 | Internationaal filmfestival van Berlijn | Label Europa Cinemas | Crustacés et Coquillages         | Gewonnen    |
| 2000 | Teddy Award                             | Beste langspeelfilm  | Drôle de Félix                   | Gewonnen    |
| 1999 | César                                   | Beste debuutfilm     | Jeanne et le Garçon formidable   | Genomineerd |